# Batalla de Taxinastla
La Batalla de Taxinastla tuvo lugar el 13 de noviembre de 1832 en la hacienda de Taxinastla, ubicada al poniente del municipio de Colima, muy cerca del Río Naranjo, en la ciudad de Colima, Colima, México, entre el ejército mexicano de la República que defendía el gobierno de Anastasio Bustamante al mando del coronel Joaquín Solórzano contra una sección de tropas procedentes de Jalisco, sublevadas a favor del general Manuel Gómez Pedraza al mando del coronel Adrián Woll.
El 11 de noviembre, el Ayuntamiento de Colima celebró una reunión al saber que se acercaban las fuerzas de Woll, por tal motivo que nombró una comisión encabezada por el coronel Mariano de la Madrid con el fin de no enfrentar batalla contra el jefe de la División Jalisco y negociar un convenio, sin embargo, nada se pudo hacer.
- Datos: Q5723028